# آلن شاکلتون
آلن شاکلتون (انگلیسی: Alan Shackleton; ۳ فوریهٔ ۱۹۳۴ – ۲۶ آوریل ۲۰۰۹) بازیکن فوتبال اهل بریتانیا بود.
از باشگاه‌هایی که در آن بازی کرده‌است می‌توان به باشگاه فوتبال لیدز یونایتد، باشگاه فوتبال اولدهام اتلتیک، باشگاه فوتبال تونبریج آنجلز، باشگاه فوتبال نلسون، باشگاه فوتبال اورتون، و باشگاه فوتبال برنلی اشاره کرد.